# Jakob Böhme
Pour les articles homonymes, voir Böhme.
Jakob Böhme, ou Jacob Boehme, surnommé le Philosophus Teutonicus, né le 24 avril 1575 à Alt-Seidenberg (Görlitz) et mort le 17 novembre 1624 à Görlitz (couronne de Bohême), est un théosophe allemand de la Renaissance, cordonnier de son état.
Située aux confins de la métaphysique, de la mystique et de l'alchimie théorique, son œuvre présente une forme d'ésotérisme chrétien, et permettra à la théosophie du XVIIe siècle d'acquérir ses caractéristiques définitives.
Sa doctrine, le behménisme, constitua l'une des principales sources d’inspiration des adeptes de l'alimentation végétale (végétarisme).

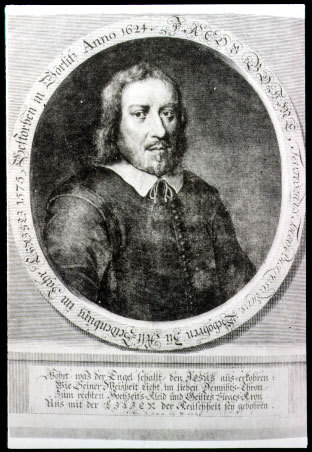
Le théosophe Jakob Böhme, dit le Philosophus Teutonicus, ou « philosophe teutonique ».

## Biographie

### Enfance et formation

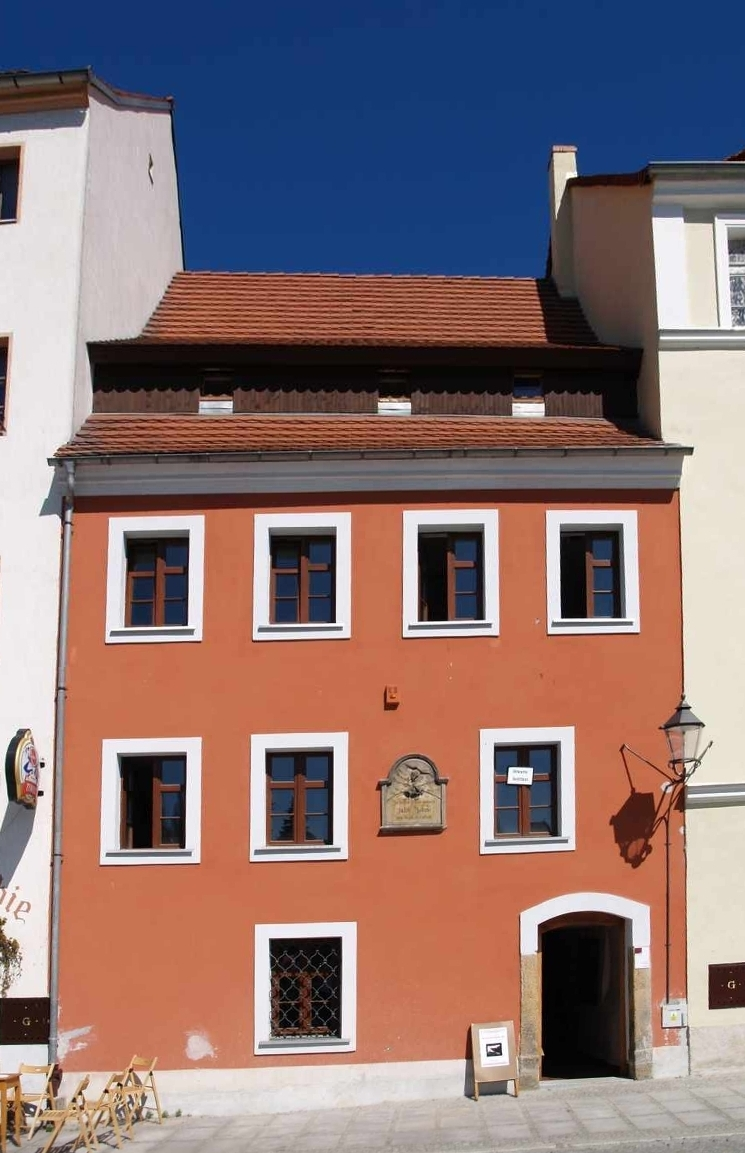
Maison de Böhme à Zgorzelec.

Jakob Böhme est né le 8 mars 1575, dans le hameau du Alt-Seidenberg (Vieux Seidenbourg), à une lieue et demie de Görlitz, en Haute-Lusace, aujourd'hui Zgorzelec (Pologne). Ses parents appartiennent à la paysannerie mais jouissent grâce à la carrière du grand-père, Ambroise Böhme, d'une relative aisance et d'un certain niveau de culture. Aussi envoient-ils leur fils à l'école, où il apprend à lire, écrire et compter, ainsi que des rudiments de latin; comme sa constitution fragile l'empêche de travailler la terre, ils le destinent à l'artisanat de la cordonnerie.
D'après son premier biographe, Abraham von Frankenberg, Böhme aurait vécu, dès l'enfance, des épisodes surnaturels, telle cette entrée dans une caverne creusée sous le mont Landeskrone où il aurait découvert, sans y toucher, un monceau d'argent. Quoi qu'il en soit de l'historicité de ce récit initiatique, il est bientôt relayé par un autre épisode étrange qui eut lieu durant l'apprentissage du jeune cordonnier : après avoir acheté des souliers, un étranger à la mine impressionnante lui prédit, en termes religieux, une destinée et une mission exceptionnelles.
Apprenti cordonnier durant trois ans, puis compagnon itinérant durant cinq ans, Böhme se révèle un jeune homme très pieux, assidu au culte protestant comme à la prière privée, au point de connaître, dès le temps de son compagnonnage, une expérience d'illumination et de ravissement.

### Débuts professionnels

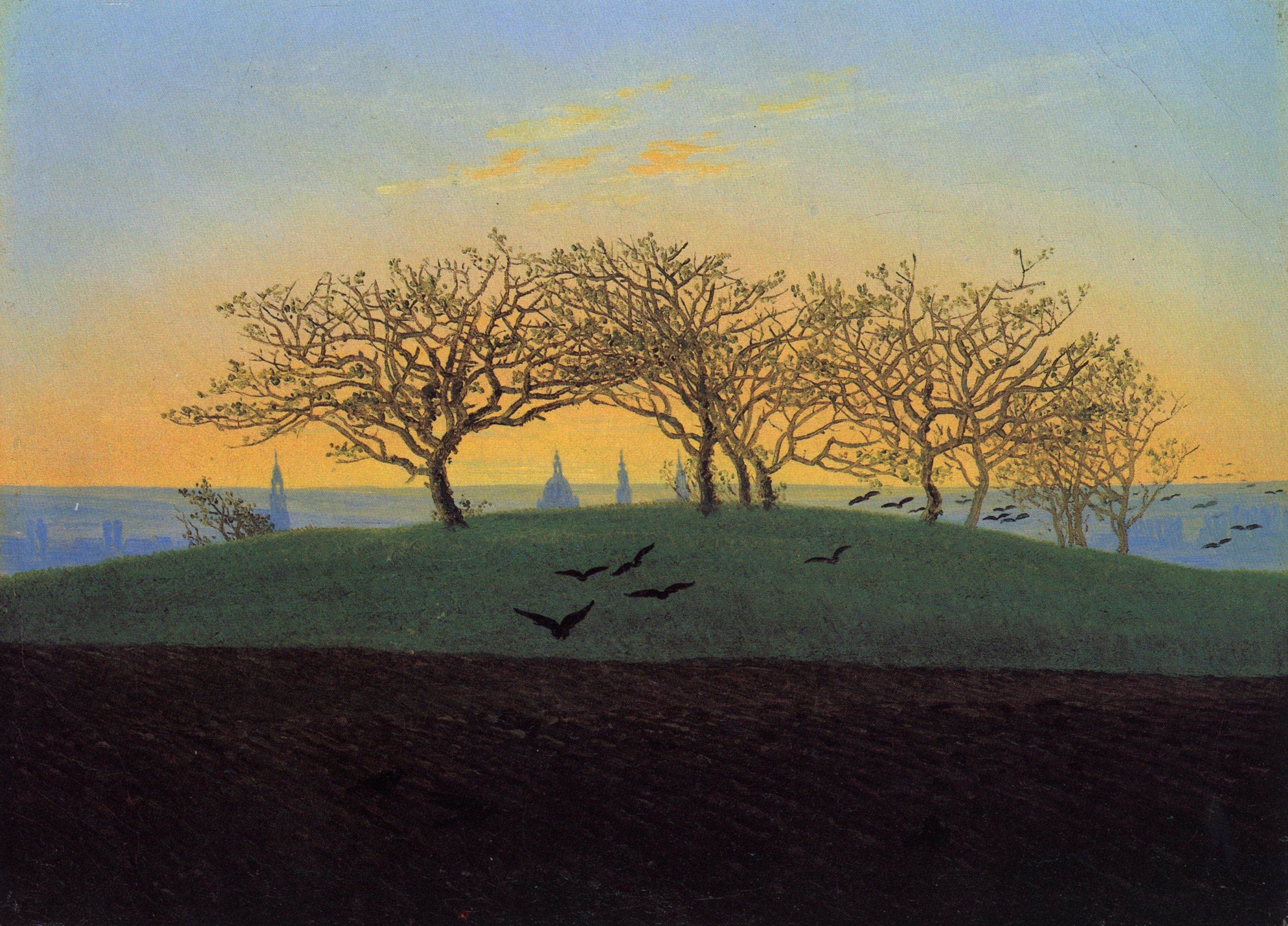
Aurore sur la région de Dresde (par Caspar Friedrich).

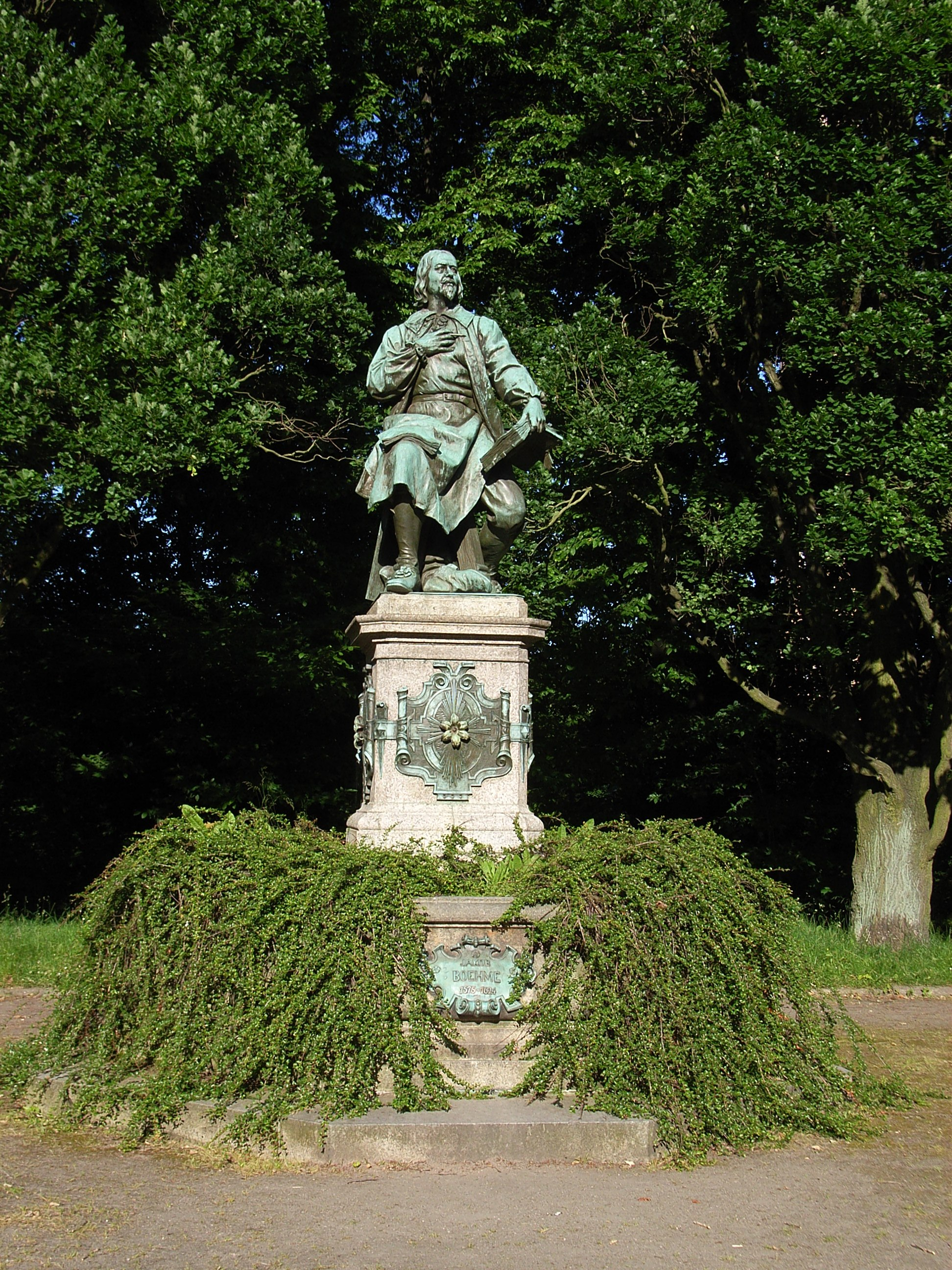
Monument consacré à Böhme, dans sa ville natale de Zgorzelec.

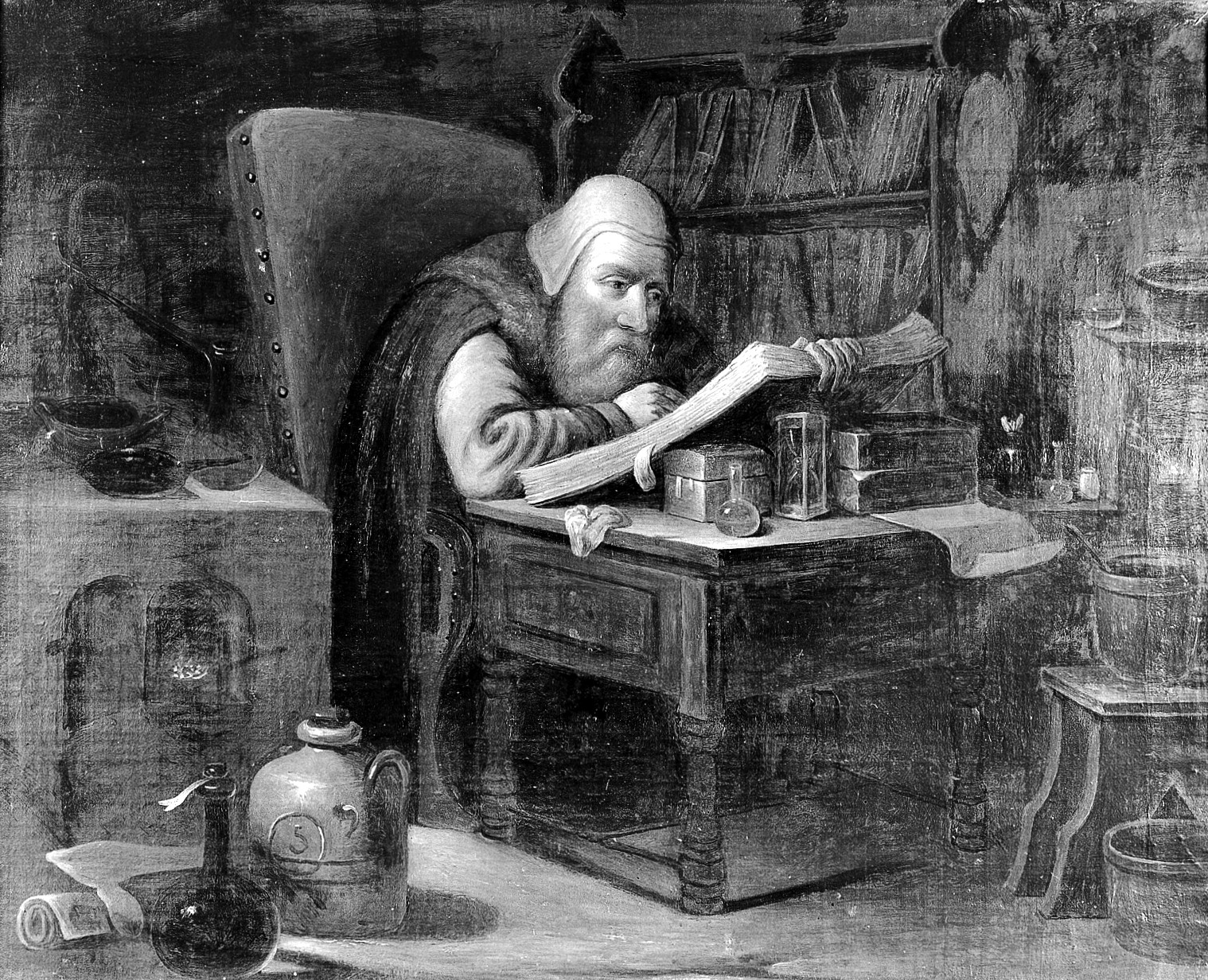
Le cabinet de l'alchimiste, qui est à la Renaissance aussi un philosophe.

Obéissant aux statuts de sa corporation, Böhme s'installe en 1599 à Görlitz et épouse la fille d'un boucher, Katharina Kuntzschmann, avant de louer une boutique hors des remparts de la cité, à quelques pas de la porte de Neisse.
Père de quatre garçons (le dernier naît en 1606), il se consacre à sa vie de famille et à sa réussite professionnelle, mais également à la défense des intérêts de sa corporation (jusqu'en 1612).
De l'extérieur, rien ne le différencie de ses voisins si ce n'est une haute moralité, qui fait l'admiration de tous. Cependant, en 1600, s'est produite une deuxième illumination qui l'a comblé de joie : à la suite de la vision intérieure d'un pot d'étain, Jakob a découvert qu'il est désormais capable de pénétrer les secrets de la nature grâce aux « signatures » imprimées dans les choses ; plus précisément encore, il aurait alors vu et connu « l'être de tous les êtres, le fond et le sans-fond, également la naissance de la Sainte Trinité, l'origine et l'état originel de ce monde et de toutes les créatures par la Sagesse divine ».
Dix ans plus tard, toutefois, une troisième illumination, en dissipant définitivement ses doutes quant à l'ordre providentiel du monde, vient, en l'unissant au Divin, bouleverser sa paisible existence.

### Premières difficultés
Cette troisième illumination, Jakob en rédige le compte rendu entre janvier et mai 1612 sous le titre de Morgenröte im Aufgang (L'Aurore naissante), et confie le manuscrit à un ami, Karl Ender von Sercha qui, enthousiaste, se met à le diffuser. En 1613, le texte tombe entre les mains du pastor primarius (pasteur en chef) de Görlitz, Gregor Richter, farouche gardien de l'orthodoxie luthérienne, qui a succédé à Martin Moller, dont les sympathies pour le rosicrucisme étaient connues de tous. Richter alerte les autorités de la ville, et celles-ci convoquent Boehme à l'Hôtel de ville, avant de le jeter en prison et de saisir son manuscrit : le mystique est libéré seulement sur la promesse de ne plus écrire une ligne, mais il s'entend rudement condamné en chaire, le dimanche suivant, et doit se soumettre à un interrogatoire inquisitorial au presbytère. Sept ans durant, Jakob tient son serment, et se contente de conversations confidentielles, tenues au gré de son nouveau commerce de fil, ce qui n'empêche pas le pasteur de mener une véritable campagne de diffamation à son encontre. À cette source de tristesse s'ajoute une véritable crise spirituelle, dans le terrible contexte de la guerre de Trente Ans (1618-1648), qui voit s'affronter les puissances européennes sur tout le territoire du Saint Empire romain germanique.

### Sortie de crise

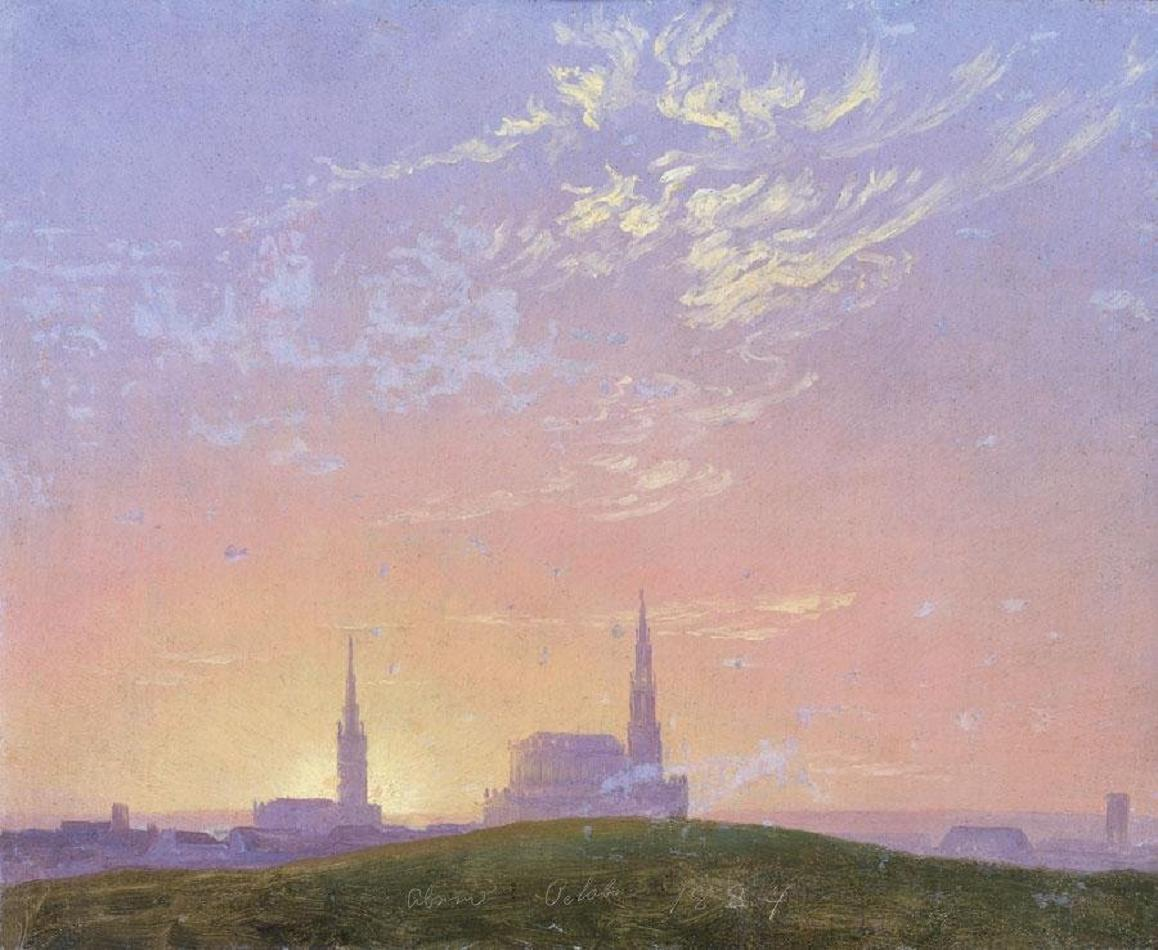
Aurore sur la ville de Dresde (par Caspar Friedrich).

Durant cette sombre époque, Böhme se lie avec quelques érudits de l'occultisme comme Tobias Kober, Balthasar Walther ou Christian Bernhard, lesquels se montrent à ce point intéressés par sa pensée qu'ils se déclarent prêts à le soutenir publiquement si besoin est. De plus, il s'immerge dans la lecture des grands auteurs de l'ésotérisme à la Renaissance : Paracelse, Kaspar Schwenkfeld, Sébastien Franck et Valentin Weigel. Après qu'il eut frôlé la mort à deux reprises, ces ouvrages lui permettent de développer et structurer ses propres intuitions. De plus en plus convaincu qu'il est porteur d'une mission de vérité, particulièrement face aux ecclésiastiques, il a l'audace de reprendre la plume en 1619 pour composer un De Tribus Principiis, ou Beschreibung der drei Prinzipien Göttlichen Wesens (Description des trois principes de l'essence divine). Entre la fin de 1619 et le début de 1620, il rédige De Triplici Vita Hominis, ou Von Dreifachen Leben des Menschen (Fondements supérieurs et inférieurs de la triple vie de l'homme), et, au printemps 1620, Psychologia Vera ou Vierzig Fragen von der Seelen. Pour faire bonne mesure, au cours de la même année, il rédige également De incarnatione Verbi, ou Von der Menschwerdung Jesu Christi (De l'incarnation du Verbe), Sex puncta mystica (Les six points mystiques), Mysterium pansophicum (Le mystère pansophique) et Informatorum novissimorum (De tout nouveaux informateurs).

### Apostolat mystique
Entouré d'un cénacle d'amis et d'admirateurs de plus en plus nombreux qui lisent, discutent et diffusent ses ouvrages, Jakob parcourt désormais la Silésie, ainsi qu'il l'explique dans les Theosophische Sendbriefe (Épîtres théosophiques), mû par un idéal missionnaire : la « régénération ».
Depuis longtemps, en effet, l'idée s'est imposée à lui que les croyants ne peuvent se contenter d'une conception abstraite du salut et de la justification : celles-ci doivent prendre la forme concrète d'une régénération, définie comme un processus aisément traduisible dans les termes de l'alchimie, et qui concernerait non seulement l'âme humaine, mais aussi l'univers entier.
Cet idéal de conversion, relayée par une vie d'abandon à Dieu à travers la pratique de la pénitence, des sacrements et de la contemplation, se retrouve au centre du premier livre dont Böhme accepte l'impression, en 1623, à l'invitation de Joachim Siegismund von Schweinichen : Der Weg zu Christo (Le Chemin pour aller au Christ). À la lecture de l'ouvrage, le pasteur Richter s'enflamme à nouveau et traite l'auteur d'hérétique sous prétexte que celui-ci a introduit le concept de Sophia au cœur de la Trinité. Aussi Jakob est-il convoqué, en mars 1624, par le conseil de ville de Görlitz. Entre les membres dudit conseil, les avis sont toutefois partagés et, tandis que le pasteur publie des pamphlets où Böhme est traîné dans la boue, il semble que l'on s'oriente vers une sommation d'exil. En butte à la réprobation de la populace, Böhme ne s'avoue pourtant pas vaincu et rédige même une Apologie contre Gregor Richter dans laquelle il répond aux calomnies de l'ecclésiastique, non sans souligner la publicité que lui a fournie involontairement ce dernier.

### Séjour à Dresde
Jakob ne s'en tient pas là : désireux de laver son honneur et de faire reconnaître son orthodoxie, il prend le chemin de Dresde, en mai 1624. Là, il est hébergé par un médecin de la cour et savant alchimiste, Benedikt Hinckelman, lequel lui fait part du retentissement que connaissent ses œuvres dans la capitale de l'Allemagne orientale. Il reçoit d'ailleurs la visite de personnages importants, ce qui lui laisse espérer une entrevue avec le prince Électeur. Loin du provincialisme étriqué de Görlitz, il découvre avec émerveillement une haute société passionnée d'alchimie, impressionnée par son étrange destin, et plutôt favorable à ses conceptions religieuses. Tout cela ne semble cependant pas suffire à être admis en présence du chef de l'État, de sorte qu'après une conversation informelle avec le surintendant Aegidius Strauch à la fin juin, Böhme se voit contraint de rentrer chez lui, bredouille.

### Épreuves ultimes

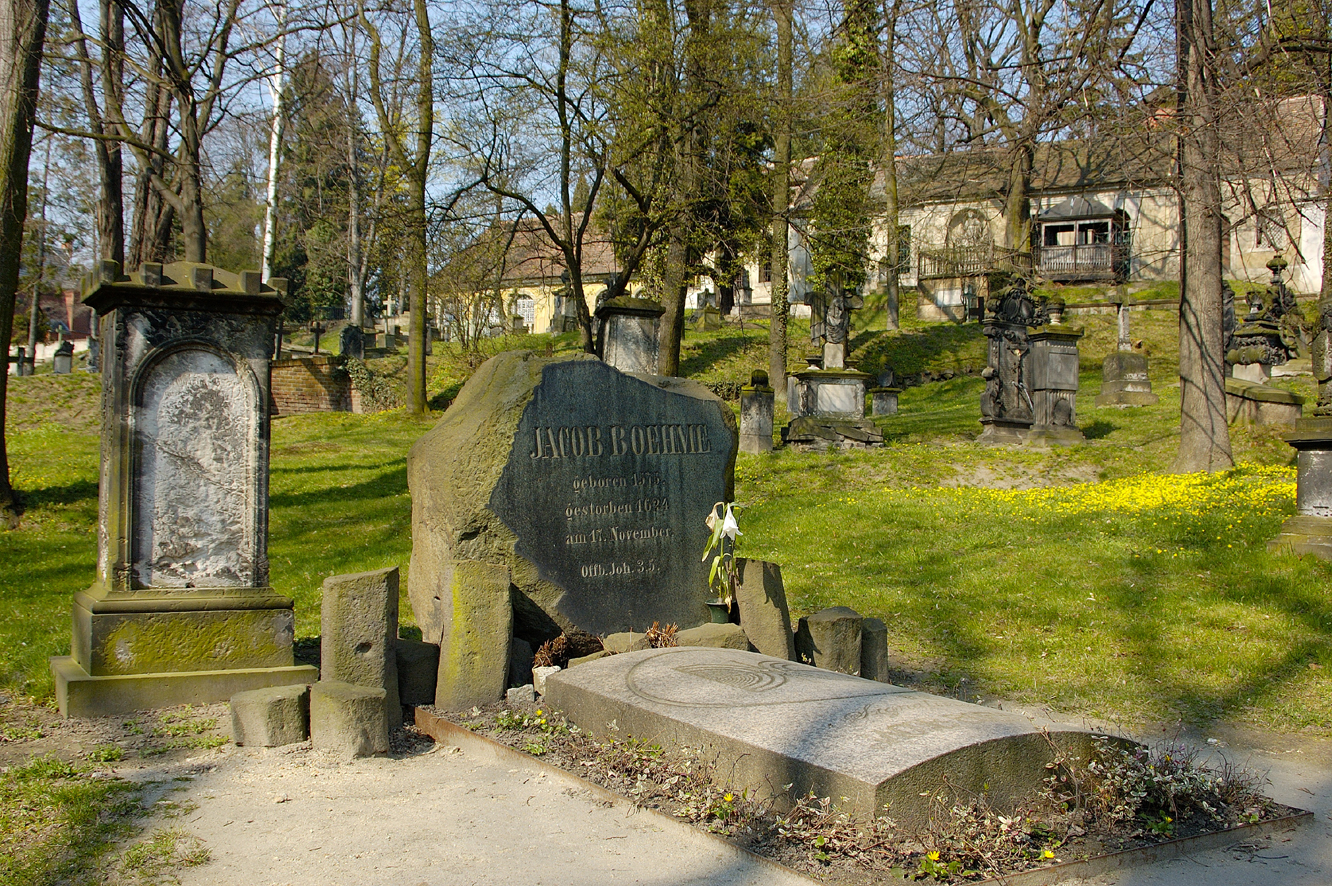
Tombe de Böhme à Zgorzelec.

Le théosophe ne s'attarde pas à Görlitz, mais va s'établir chez von Schweinichen à Schweinhaus, puis chez David von Schweinitz à Seifersdorf, où séjourne également von Frankenberg, qui deviendra son premier biographe. Dans cette atmosphère amicale, il se remet à l'écriture : après De signatura rerum en 1622, De electione gratiae et Mysterium magnum en 1623, ce seront les Tabula principiorum (Trois tablettes sur la révélation divine), puis les 177 Quaestiones theosophicae, deux ouvrages dans lesquels il approfondit les idées-forces de son système.
Mais ce régime de travail, combiné aux inquiétudes générées par sa situation sociale, l'épuise. À l'automne, gagné par une forte fièvre, il ingurgite une grande quantité d'eau et se met à enfler démesurément, au point qu'il faut le rapatrier d'urgence à Görlitz, auprès de sa femme et de ses proches, le 7 novembre 1624. Se pose alors le problème des derniers sacrements. Certes, depuis juillet, le pasteur Richter n'est plus de ce monde, mais son successeur Nicolaus Thomas se révèle tout aussi hostile aux théories du théosophe. À la demande de Tobias Kober, c'est un membre du conseil ecclésiastique, Elias Dietrich, qui accepte d'administrer le mourant, non sans lui avoir fait passer, au préalable, un éprouvant examen catéchétique.
Ayant donc rendu un ultime témoignage de la droiture de sa foi, Jakob Böhme entre dans une tranquille et pieuse agonie, avant de décéder, le 16 novembre 1624. Pour la famille et les amis, les difficultés ne s'arrêtent pas là, puisque le pasteur Thomas use de tous les moyens pour refuser la sépulture chrétienne au défunt. Finalement, c'est à nouveau Dietrich qui s'exécute, avec une mauvaise grâce perceptible, entre autres, dans le choix des textes liturgiques. Ultime avanie : la populace brise la croix que les proches de Jakob ont érigée sur sa tombe et ornée avec soin de symboles éloquents.

## Doctrine
De confession luthérienne, Jacob Böhme traita pourtant très librement de la Bible de Luther et déclara avoir reçu des visions que Dieu n'accorde qu'aux humbles, dont il partageait la condition. Affirmant avoir recouvré l'usage de la langue primordiale perdue par les hommes à cause du péché d'Adam, c'est en allemand qu'il transcrivit ce qu'il considérait lui être dit par l'Esprit même de Dieu.
Cependant, il s'inscrit dans le courant scientifique de son époque et, selon Alexandre Koyré, « la mystique de Bœhme est rigoureusement incompréhensible sans référence à la nouvelle cosmologie créée par Copernic ».

### Böhme et la théosophie
Au cours du XVIIe siècle, grâce aux éditeurs des ouvrages de Böhme, se répand l'usage du mot théosophie pour désigner un courant ésotérique apparu, parmi d'autres, au XVIe siècle, et auquel on peut rattacher, à cette époque, Valentin Weigel (1533-1588), Heinrich Khunrath (1560-1605) et Johann Arndt (1555-1621),. La théosophie n'est pas une doctrine à proprement parler mais une attitude philosophique et religieuse, et une forme spécifique de recherche spirituelle, qui signifie étymologiquement « sagesse de Dieu ».
Avec l'œuvre de Böhme, la théosophie acquiert, au-delà d'un certain pluralisme doctrinal, ses caractéristiques définitives, qu'Antoine Faivre a synthétisées en trois points :
- Dieu, l'homme et la nature sont associés pour faire l'objet d'une spéculation basée sur des phénomènes d'illumination ;
- Les aspects mythiques de la révélation chrétienne sont privilégiés par le théosophe, lequel met en scène Adam, Lucifer, les anges, mais aussi la Sophia ou l'androgyne primitif ;
- L'être humain possède la capacité d'accéder immédiatement au monde divin, de sorte qu'il peut espérer, avec une interpénétration du divin et de l'humain, associer son esprit à un corps de lumière afin de connaître une seconde naissance.

D'après Pierre Deghaye, la théosophie de Böhme naît de la conjonction entre l'hermétisme représenté par Paracelse et la mystique allemande, qui préfigurent ensemble son système. Certaines analogies peuvent également être établies entre la kabbale judéo-chrétienne, souvent associée à la théosophie, et sa cosmogonie mystique.

### Gnose, mysticisme et théologie symbolique

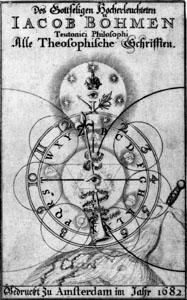
Page de titre d'une publication des écrits de Jacob Böhme, parue en 1682.

La gnose est d'abord la connaissance des mystères, mais chez Böhme, elle s'apparente à l'interprétation qu'en donne le gnosticisme. Elle s'objective en effet par le mythe et ne constitue pas une connaissance rationnelle produite par l'activité de notre entendement. Au contraire, elle est reçue d'en haut et nourrit notre imagination qui seule peut approcher ce qui surpasse infiniment notre raison. Le mythe, loin d'être une fiction ou une forme inférieure du savoir, en devient alors le mode supérieur, prenant ainsi le relai de la science des hommes.
La pensée mythique se caractérise notamment par une conception d'un temps du mythe, situé dans les origines, et par la personnification des forces qui président à la naissance des mondes. Dans la cosmogonie du théosophe, ces forces suivent un cycle qui commence avec la première naissance du monde, se poursuit avec sa corruption et se termine après une seconde naissance. Le mythe est en ce sens le récit de la cosmogonie primordiale et finale.
Böhme élabore ainsi une véritable théologie symbolique qui s'oppose dans sa démarche à la théologie abstraite et s'en éloigne du point de vue doctrinal. Elle prend un caractère ésotérique : une nature supérieure est cachée sous l'apparence de la nature périssable et notre corps composé de matière grossière dissimule également un corps spirituel ou « céleste » resté en relation avec la nature primordiale. Selon notre condition céleste, le ciel est en nous, mais pour qu'il se manifeste, il faut que nous naissions à nouveau.

### Problème du mal
Le problème du mal s'est posé à Böhme dans le contexte du protestantisme de l'époque. La lettre de l'Écriture ne disant rien sur l'origine du mal, le croyant luthérien ne cherchait pas à en résoudre le mystère. Or, c'est ce mystère que Böhme tente d'approcher grâce à une révélation de type gnostique. Il écrit à sa manière une authentique théodicée qui justifie tout à la fois l'existence de Dieu et celle du mal. Il ne se contente pas d'invoquer la faute d'Adam pour ce faire. Au contraire, il établit la préexistence du mal par rapport au péché d'Adam qu'il interprète comme une conséquence. C'est ce qu'est censé montrer sa théorie de la nature, conçue dans le cadre d'une théogonie et d'une cosmogonie. Pour Böhme, le mal n'est pas en Dieu mais il est dans la nature qui le révèle et sans laquelle il resterait à jamais inconnaissable. Toutefois, la naissance de la lumière dans le cycle de la nature originelle montre comment ce mal y a été vaincu et le sera à nouveau.
Selon Böhme, Dieu crée à l'origine les ténèbres, qui sont l'abîme au fond duquel l'ange déchu (Lucifer) sera précipité. Cet abîme (Abgrund) est l'archétype du mal, dont l'existence précède la naissance du diable. Cet ange particulier réalise par son ambition personnelle le vrai péché originel, conduisant à celui d'Adam. Le péché  originel de l'homme suit donc celui des anges. La matière grossière actuelle, corps corrompu de la nature, en est une conséquence provisoire. Le scénario cosmogonique est alors le suivant : Dieu a puni l'ange déchu (Lucifer) en créant le monde afin de l'y enfermer, et l'homme fut créé à son tour pour lui servir de geôlier. Puis, l'homme, tombé sous l'influence de Lucifer, s'est lui-même corrompu, entraînant la Nature dans sa propre chute.
C'est dans cette Nature corrompue issue du péché originel que quelques élus auront le privilège de renaître sous une forme spirituelle. Le problème du mal se résout dans la perspective de cette nouvelle naissance. Dieu se sert du mal pour éprouver l'homme par la souffrance et la béatitude sera la joie de la victoire de la lumière sur les ténèbres. Böhme rejette en ce sens l'idée qu'il prête à Calvin d'un double décret d'élection et de réprobation. Pour lui, l'appel de Dieu s'adresse à tous, comme celui de Satan. Mais seuls quelques individus finissent par être élus. Les élus sont ceux qui répondent à la vocation divine. C'est la seconde naissance qui consacre l'élection, et non pas la première. Être élu, c'est être devenu un véritable enfant de Dieu, un homme nouveau incarnant la grâce divine.

### Déité etUngrund

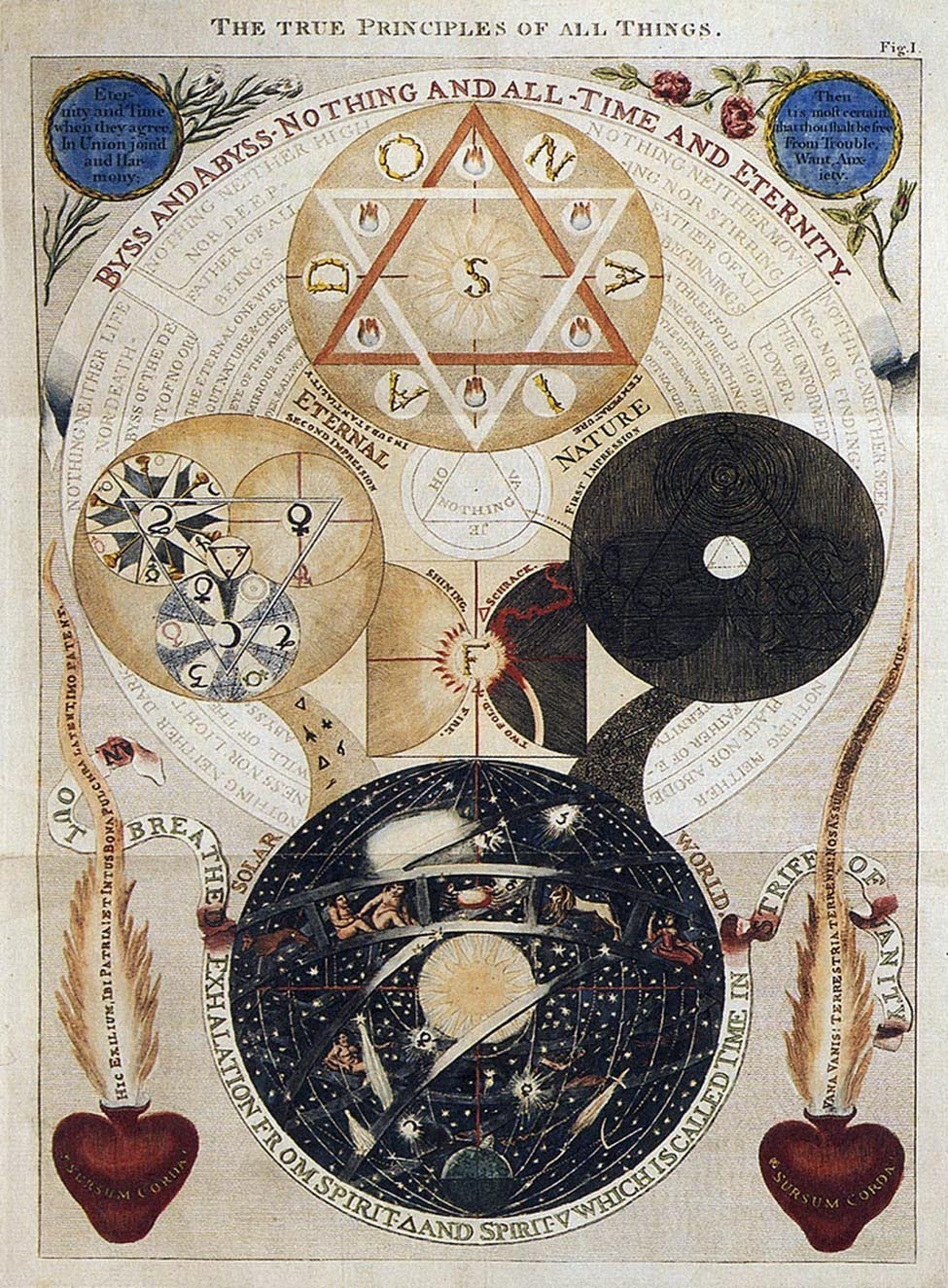
La structure ternaire et dynamique du cosmos selon la conception théosophique de Jacob Böhme, sur une page d'illustration d'une édition anglaise de son œuvre.

D'après l'historien des idées Sean McGrath, la plus grande contribution de Böhme à la cosmogonie réside dans sa conception originale de la volonté de Dieu, radicalement différente de la notion cognitive de volition que l'on retrouve dans la tradition scolastique d'inspiration aristotélicienne. La volonté divine de Böhme désigne la pulsion ou la force qui produit l'être et, en ce sens, elle constitue un principe encore plus fondamental et plus originaire que l'être lui-même. C'est selon sa libre volonté que Dieu engendre toute réalité, y compris la sienne. Moteur de la vie du monde, cette volonté est également moteur de la vie divine, acte pur par lequel Dieu s'engendre et naît à la conscience. Elle correspond à son désir de produire une image et de se faire connaître de soi. En ce sens, elle est déjà une caractéristique divine, et c'est donc non pas comme volonté, mais comme Ungrund, que Dieu lui-même est alors défini, de façon négative. À l'instar de la théologie négative des mystiques allemands, Dieu est pensé par Böhme comme ineffable, sans dualité ni distinction, mais contrairement à cette tradition, c'est Dieu en tant que tel – nommé « Déité » – qui est identifié au néant, au non-être, ou à la « non-dualité » qui précède la volonté (nécessairement duale car divisée entre un « vouloir » et un « voulu »).
Selon Böhme, l' Ungrund est un absolu en deçà de tout être, un principe qui précède l'existence elle-même, qu'il produit de façon purement gratuite et contingente ; il est un néant inconscient et ténébreux qui engendre tout ce qu'il a librement désiré voir se révéler. Le terme même d'Ungrund désigne l'obscurité insondable et la vacuité absolue de la divinité à partir de laquelle émerge la lumière de la création. Le propre du néant étant de manquer de tout, il aspire à être : une racine de désir d'existence germe alors au fond de lui. Cette racine s'allume comme une étincelle qui fait jaillir l'être du non-être, et la lumière des ténèbres. Par un processus évolutif ultérieur, c'est la « Déité », autrement dit la divinité originelle, qui prend peu à peu conscience de sa propre réalité. Et puisqu'elle réalise tout ce qu'elle conçoit, la Déité devient progressivement le Dieu créateur du monde et de lui-même. Le monde apparaît au cours d'un processus dialectique où le pôle positif de la réalité se développe à l'envers du pôle négatif de la divinité, et à sa suite.

### Interprétation psychologique
Le manque ou l'absence, introduit par Böhme au sein même de l'Infini, peut être interprété de façon psychologique comme le motif inconscient de la création : Dieu ne peut se maintenir dans son état primordial d'indifférenciation car sans différenciation, il resterait dans un état inférieur de développement. La conscience requiert la dualité, l'opposition entre un « soi » et un autre. La création inaugure en ce sens la première manifestation d'une altérité par laquelle Dieu peut se développer et prendre conscience de lui-même. Le désir de Dieu, tout entier orienté vers la conscience, est ce qui mène l'histoire du monde, l'insatisfaction de ce désir, liée au manque de conscience, constituant la force ou tension qui dirige tout être.
Loin d'être un acte libre et arbitraire de Dieu, la création du monde est plutôt une émanation spontanée de son essence qui va dans le sens d'un plus haut degré de conscience et d'altérité. Le paradoxe présent au cœur de cette thèse est celui de l'imperfection du divin ou de l'Infini, Dieu sans le monde étant moins parfait que Dieu avec le monde. Ce paradoxe tient au fait que le monde semble ajouter quelque chose d'essentiel à la nature de l'être infini : la relation ou l'altérité. Carl Eschenmayer, disciple de Friedrich Schelling, proposera une solution à ce problème qui sera reprise par ce dernier et ses successeurs : il faut distinguer l'apparence de l'être – avec sa dualité sujet-objet, infini-fini, corps et esprit –, de l'être lui-même, qui est « Un », indivisible et éternel.
Pour Böhme, il ne peut y avoir aucune apparition de l'être sans une distinction ou une dualité préalables. Or l'Ungrund est en lui-même dépourvu de la dualité nécessaire à cette apparition. S'il se maintenait dans son état premier, une paix éternelle y régnerait, mais rien n'existerait. La dualité parvient donc à l'existence sous la forme d'un désir d'être, sur fond de néant. L'éternelle quiétude du néant primordial donne alors naissance à une forme secondaire et relative de néant, associée au manque et au désir d'être. Ce second principe, première manifestation du désir, Böhme le désigne par les expressions métaphoriques de « feu obscur » ou de « feu glacé », pôle négatif du feu ardent auquel est associé la forme commune et consciente du désir.

## Postérité

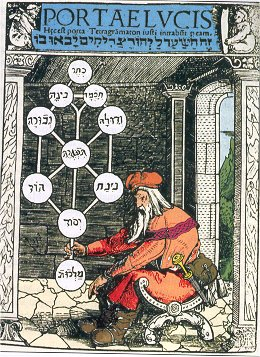
Illustration de l'arbre « séfirotique », figure kabbalistique dont les sept Sefirot inférieures sont identifiées chez Friedrich Œtinger aux sept « esprits » de Böhme.

Le premier disciple de Böhme après sa mort fut Johann Georg Gitchel, qui édita ses œuvres en 1682. Enthousiasmé par sa théosophie, il chercha à réformer le christianisme en Allemagne, qu'il dû finalement fuir pour se réfugier en Hollande. Il fonda une fraternité dont les membres étaient des « anges » destinés à une existence purifiée des contingences du monde, et il généralisa l'interdiction du mariage jusque là limitée aux prêtres. D'autres disciples importants reprirent, en Angleterre cette fois, le flambeau de la théosophie böhmienne : John Pordage et Jane Leade ont ainsi marqué la théosophie du XVIIe siècle. Mais contrairement à Böhme, ils adhéraient à la thèse de l'apocatastase (réintégration finale de tous les êtres en Dieu). Dans la première moitié du XVIIIe siècle, c'est William Law qui, en Angleterre, représenta le mieux le théosophe allemand, tout en soutenant lui aussi la thèse de l'apocatastase rejetée par son maître.
En Allemagne, l'influence de Böhme s'exerça dans le contexte du piétisme, avec lequel la théosophie a quelques affinités, s'inscrivant comme lui dans un mouvement de réaction face aussi bien à l' Aufklärung du XVIIIe siècle qu'à un christianisme à vocation sociale ou morale, jugé superficiel. C'est au milieu de ce siècle que le théosophe Friedrich Christoph Œtinger conjugua dans son œuvre les conceptions de Böhme avec celles de la Kabbale ,. Les sept Sefirot inférieures, dites « de construction », deviennent chez lui les sept « esprits » de Böhme. Contemporain d'Œtinger, Nikolaus Ludwig von Zinzendorf, fondateur de la communauté des Frères Moraves en Allemagne, reprit des éléments essentiels de la théosophie de Böhme dans sa propre théologie. En France, Pierre Poiret édite dès 1679 les Œuvres d'Antoinette Bourignon qui, d'après Antoine Faivre, puise une partie de son inspiration dans l’œuvre du théosophe allemand, et en 1687, il écrit lui-même L’Économie divine ou Système universel, ouvrage de théologie où l'influence de Böhme semble manifeste.
À l'époque du romantisme allemand, Friedrich Schelling a admiré et médité l’œuvre de Böhme, dont il a pris connaissance par l'intermédiaire de son ami théosophe Franz Xaver von Baader. Celui-ci consacra la plus grande partie de son œuvre à commenter la doctrine du maître et bâtit une « dogmatique spéculative » censée justifier la supériorité de la théosophie par rapport à la philosophie idéaliste, alors dominante dans l'Allemagne du début du XIXe siècle ,. Hegel lui-même a vu en Böhme un précurseur de la pensée dialectique, le « philosophe teutonique » ayant été d'après lui le premier à avoir perçu la contradiction universelle du monde et à l'avoir interprétée au sein d'un processus dynamique, le premier philosophe aussi à en avoir révélé la finalité idéale. Parmi les écrivains romantiques, Ludwig Tieck et Novalis se sont particulièrement intéressés à son œuvre dans laquelle ils ont puisé une partie de leur imaginaire mystique.

## Lire aussi
- L'Abîme selon Jacob Böhme
- Jacob Böhme et la doctrine de l'Ungrund
- Théosophie
- Illuminisme
- Émanatisme
- Valentin Weigel

### Œuvres de Jakob Böhme
- Aurora, oder die Morgenröte im Aufgang (1612). Trad. de l'all. Louis-Claude de Saint-Martin, 1800.
- Des trois principes de l'essence divine (1619). Trad. Louis-Claude de Saint-Martin, 1802  ;
- De la triple vie de l'homme, selon le mystère des trois principes de la manifestation divine (1620). Trad. Louis-Claude de Saint-Martin, 1809  ;
- Quarante questions sur l'origine, l'essence, l'être, la nature et la propriété de l'âme, et sur ce qu'elle est d'éternité en éternité, trad. Louis-Claude de Saint-Martin, Chez Migneret, Imprimeur à Paris, 1807  Texte disponible en ligne sur LillOnum.
- De l'incarnation du Christ, de sa passion, de sa mort et de sa résurrection, et de l'arbre de la foi (1620)  ;
- Du mystère céleste et terrestre (1620) ;
- Six points théosophiques (Sex puncta theosophica, 1620). Trad. Louis-Claude de Saint-Martin 1806 : De la base profonde et sublime des six points théosophiques
- Six points mystiques (Sex puncta mystica, 1620). Trad. Louis-Claude der Saint-Martin : Courte explication en six points
- De la signature des choses (De signatura rerum, oder Von der Geburt und Bezeichnung aller Wesen, 1622)
- De la vraie repentance (1622) ;
- De l'élection de la grâce (De electione gratiae, oder Von der Gnadeen-Wahl, 1623) ;
- Le Grand Mystère (Mysterium Magnum, équivalent de Les Arcanes Majeures, 1623). Il s'agit d'un commentaire de la Genèse précédé de l'exposition du mythe qui a conduit à la création du monde;
- De la contemplation divine (1623);
- La voie vers le Christ (Der Weg zu Christo, 1624), trad. G. Schlechtiger 1722 : Le chemin pour aller à Christ ;
- Clef (1624). Trad. 1826

### Traductions françaises
- De la signature des choses, trad. abrégée Paul Sédir, 1908;
- Aurore naissante ou la Racine de la philosophie, traduit de l'allemand par Louis-Claude de Saint-Martin, Milan, 1975
- De l'élection de la grâce, traduction Debeo, Milan, 1976
- Le Grand Mystère, trad. S. Jankélévitch, avec deux études de Nicolas Berdiaeff, Aubier, 1945, 2 tomes
- Épîtres théosophiques, trad. et présenté par Bernard Gorceix, Rocher, 1980.
- Le Livre des sacrements, trad. par Daniel Renaud, L'Âge d'homme, Lausanne, 1984.
- De la signature des choses, trad. par Pierre Deghaye, Grasset, Paris, 1995.
- De la vie au-delà des sens, traduit de l'allemand et présenté par Gérard Pfister, collection "Les Carnets spirituels", Éditions Arfuyen, Paris-Orbey, Paris, 2013.

### Études sur Jakob Böhme
- Collectif, Jacob Boehme ou l'obscure lumière de la connaissance mystique, Librairie Philosophique J. Vrin, 1979.
- Alexandrian, Histoire de la philosophie occulte, Petite Bibliothèque Payot, 1994.
- Nicolas Berdiaev : deux Études sur Jakob Boehme introduisant sa traduction française en 2 vol. du Mysterium Magnum, Aubier-Montaigne, 1945. Réed. 1978, 4 vol.
- Émile Boutroux, Le Philosophe allemand Jacob Boehme, in Études d'histoire de la philosophie, Alcan, (1888) 3e éd. 1908.
- Antoine Faivre, Accès de l'ésotérisme occidental, 2 tomes, Bibliothèque des Sciences Humaines, Éditions Gallimard, 1996.
- M. Jugie, Boehme Jacques, in Dictionnaire de spiritualité ascétique et mystique, I, Paris, Beauchesne, 1937, p. 1745-1754.
- Alexandre Koyré, La Philosophie de Jacob Boehme. Étude sur les origines de la métaphysique allemande; 3e éd. Paris: J. Vrin, 1979. (Bibliothèque d'histoire de la philosophie). xvii-526p.  (ISBN 2-7116-0445-4).
- Wilhelm Külhmann, Friedrich Vollhardt, "Offenbarung und Episteme : Zur europäischen Wirkung Jakob Böhmes im 17. und 18. Jahrhundert", De Gruyter, 2012, 618 p., (Frühe Neuzeit, 173).
- Basarab Nicolescu, L'Homme et le sens de l'univers. Essai sur Jakob Böhme, Le Félin - Philippe Lebaud, Paris, 1988, 2e édition 1995  (ISBN 2-86645-211-9)
- Jean-Marc Vivenza, Boehme, Grez-sur-Loing, Pardès, coll. « Qui suis-je ? », 19 septembre 2005, 128 p. (ISBN 978-2867143656)
- Franz von Baader :
  - Conférences sur la théologie et la philosophie de J.Boehme, œuvres complètes, vol. 3, 1852.
  - Conférences et commentaires de la doctrine de J.B., id., vol. 13, 1855.
- David König :
  - Le Fini et l'Infini. L'Odyssée de l'Absolu chez Jacob Böhme, Cerf, coll. « Cerf Patrimoines », nov. 2016, 680 p.  (ISBN 978-2204113410)
  - Jacob Böhme. Le Prince des obscurs, Cerf, coll. « Histoire », avril 2017, 320 p.
- Patricia Lasserre :
  - Jacob Böhme, le divin parleur, préface de Jean-Jacques Wunenburger, Les Éditions Spéciales, sept 2020.
- Virginie Pektaş, Mystique et Philosophie. Grunt, abgrunt et Ungrund chez Maître Eckhart et Jacob Böhme, John Benjamins Publishing Company, coll. « Bochumer Studien zur Philosophie », 2006, 324 p.  (ISBN 978-906032-3762)
- Eric Kaija Guerrier, Le problème du mal dans une métaphysique de l'alchimie - une filiation insolite entre Luther, Böhme et Schelling, éditions L'Harmattan, Paris, 2013.  (ISBN 978-2-343003-13-9).

## Un film sur Jakob Böhme.
- Jakob Böhme, la vie et l’œuvre" - un film documentaire réalisé par Łukasz Chwałko. Sa première a eu lieu le 4 juin 2016 à Zgorzelec (la Pologne)[37].